# Danais distinctinervia
Danais distinctinervia är en måreväxtart som beskrevs av Anne-Marie Homolle. Danais distinctinervia ingår i släktet Danais och familjen måreväxter. Inga underarter finns listade i Catalogue of Life.